# Korjala
Korjala est un quartier et une zone statistique de Kuusankoski à Kouvola en Finlande .

## Description
Korjala abrite la zone industrielle de Korjala dont l'usine Lumon Oy.
Korjala compte aussi le Prismakeskus de Kouvola  et de nombreux autres commerces. 
La plupart des habitants vivent dans la zone résidentielle de Tantari qui fait partie de Korjala.
Korjala est desservi par la valtatie 15 et la seututie 364.
Les quartiers voisins sont Kaunisnurmi, Lehtomäki, Kankaro et Kymintehdas.

## Galerie

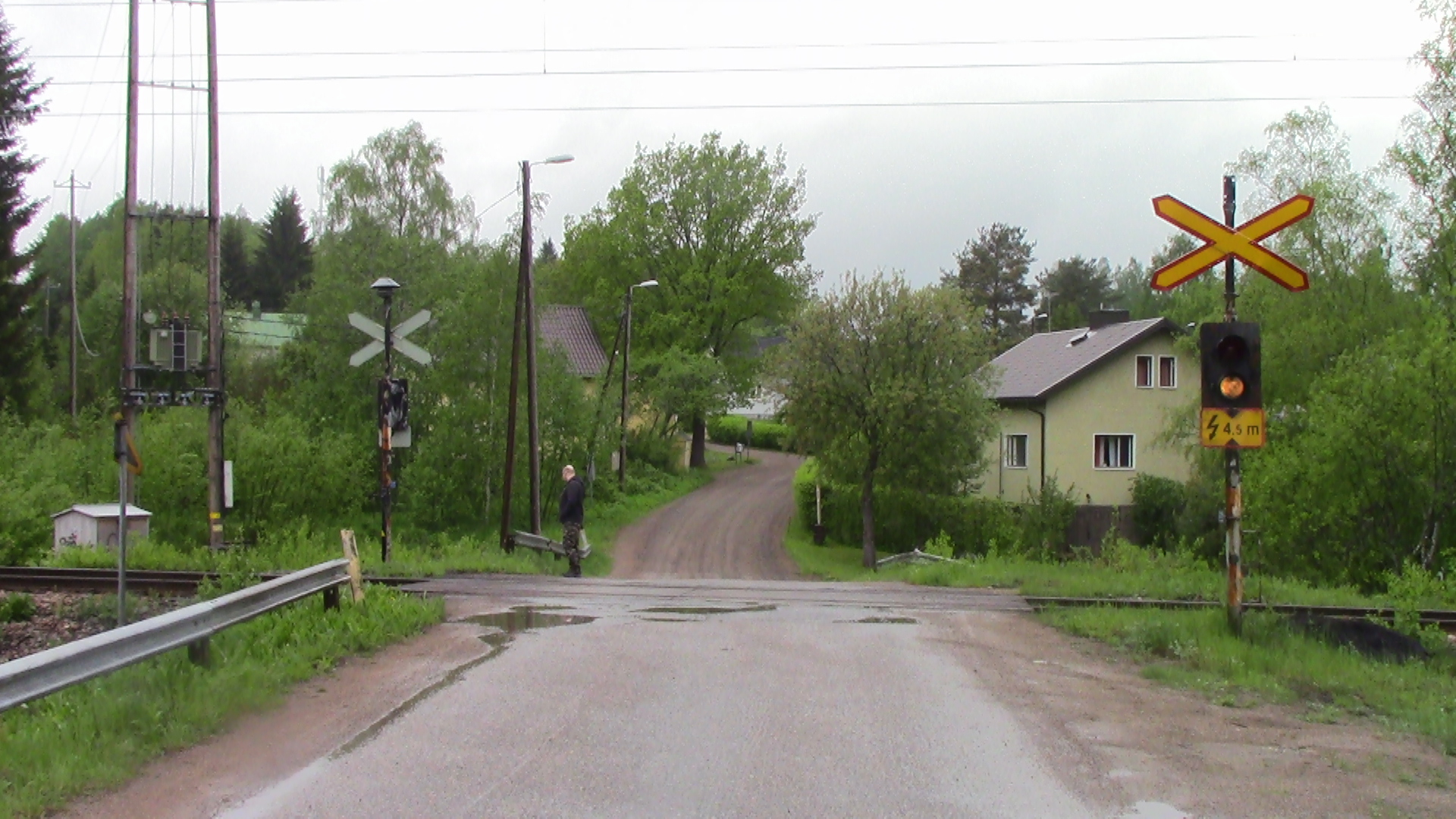
Passage à niveau à Tanttari.